# Stanley Fischer

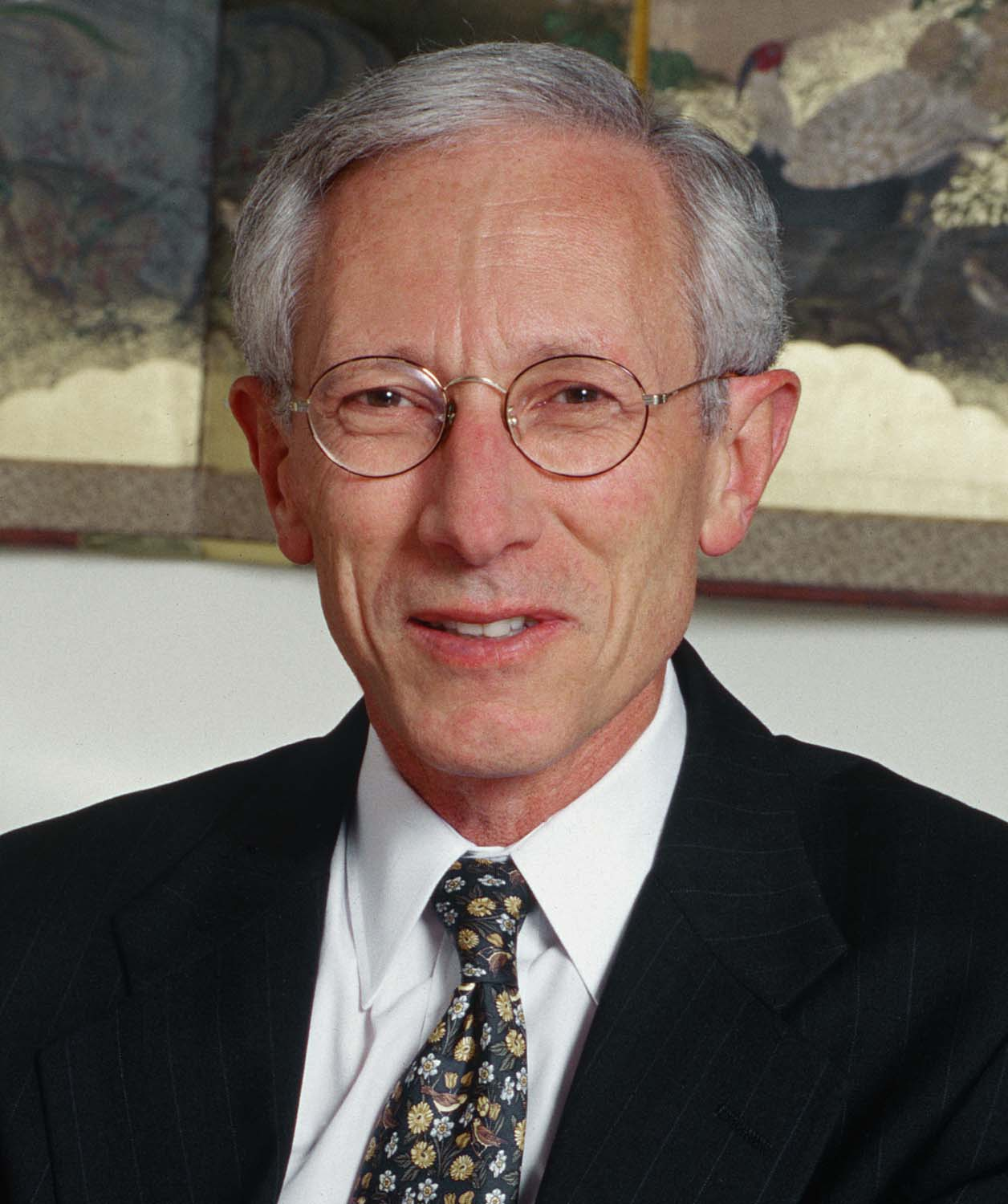
Stanley Fischer

Stanley (Stan) Fischer (Hebreeuws:  סטנלי פישר) (Mazabuka, 15 oktober 1943 – Lexington (Massachusetts), 31 mei 2025) was een Israëlische-Amerikaanse econoom en bankier, gespecialiseerd in de macro-economie. Sinds 28 mei 2014 was hij vicevoorzitter van de Federal Reserve.
Fischer groeide op in Noord- en Zuid-Rhodesië. Hij studeerde economie aan de London School of Economics en het Massachusetts Institute of Technology (MIT).
Hij werkte vervolgens aan de Universiteit van Chicago, en werd in 1977 hoogleraar aan het MIT. Elf jaar later werd hij hoofdeconoom van de Wereldbank (1988-1990), bij het Internationaal Monetair Fonds, Citigroup en de Bank van Israël (2005-2013).
Fischer maakte deel uit van de Bilderbergconferentie.
Per 13 oktober 2017 trok hij zich terug uit de Federal Reserve om persoonlijke redenen.
Fischer overleed op 31 mei 2025 op 81-jarige leeftijd.
- Bibsys: 90116498
- Biblioteca Nacional de España: XX1159172
- Bibliothèque nationale de France: cb15093078c (data)
- Catàleg d'autoritats de noms i títols de Catalunya: 981058513226606706
- CiNii: DA00016689
- Gemeinsame Normdatei: 124510671
- International Standard Name Identifier: 0000 0001 0783 7127
- Library of Congress Control Number: n77003488
- Nationale Bibliotheek van Letland: 000002483
- Mathematics Genealogy Project: 137386
- Bibliotheek van het Japanse parlement: 00439579
- Nationale Bibliotheek van Tsjechië: xx0030557
- Nationale bibliotheek van Australië: 35728624
- Nationale Bibliotheek van Israël: 987007298008605171
- Nationale en Universitaire bibliotheek Zagreb: 000034492
- Nederlandse Thesaurus van Auteursnamen: 068097735
- LIBRIS: 186941
- SNAC: w6q68gt0
- Système universitaire de documentation: 029760925
- Virtual International Authority File: 7680342
- WorldCat: E39PBJqBwGxQwBkfD4bt6YFVG3